# Giancarlo Gandolfo
Giancarlo Gandolfo (Torino, 17 novembre 1937) è un economista italiano, docente di Economia internazionale all'Università "La Sapienza" di Roma dal 1974 al 2010, nonché Socio nazionale della Classe di scienze morali, storiche e filologiche dell'Accademia dei Lincei dal 2015, è noto nel mondo universitario per essere l'autore di un diffuso manuale per la teoria dinamica dei sistemi economici, alla cui prima uscita, avvenuta nel 1968, hanno fatto seguito successive edizioni e traduzioni in più lingue..

## Biografia
Dopo aver conseguito il Diploma di scuola superiore presso il Liceo Italiano "Leonardo Da Vinci" di Parigi nel 1956, segue il "Corso sulla Civiltà Francese" alla Sorbona e all'École des Hautes Études Internationales e il corso di "Lingua, Letteratura e Istituzioni Inglesi" al Queen Mary College della University of London nel biennio 1956-57.
Allievo di Vittorio Marrama, si laurea con lode in Giurisprudenza presso l'Università di Roma nel 1960. Tra il 1965 e il 1968 segue corsi post-laurea in economia matematica ed econometria presso il Centro Internazionale di Matematica (CIME) diretti, sotto la supervisione di Bruno de Finetti, da nobel per l'economia come Ragnar Frisch, John Hicks e Tjalling Koopmans, e da professori di rilievo come Richard M. Goodwin, Edmond Malinvaud, Michio Morishima e Henri Theil.

## Carriera accademica
Ha avviato la sua carriera accademica nel 1963 come assistente volontario presso la cattedra di Economia Politica nella Facoltà di Economia e Commercio dell'Università di Roma (oggi Sapienza). Nel 1965 è diventato assistente ordinario e nel 1968 libero docente di Economia Politica. Sempre nel 1968, ha iniziato a ricoprire il ruolo di professore incaricato di Economia Matematica presso l'Università degli Studi di Siena, dove dal 1970 è stato professore straordinario di Economia politica, per poi diventare professore ordinario nel 1973.
Nel 1974, Gandolfo è stato nominato professore ordinario di Economia Internazionale presso la Facoltà di Economia e Commercio dell'Università di Roma, incarico che ha mantenuto fino al suo pensionamento. Durante la sua carriera, è stato membro di numerosi comitati editoriali di riviste accademiche, tra cui Journal of International Trade and Economic Development, Macroeconomic Dynamics, Journal of Applied Econometrics, Journal of Economic Dynamics and Control, Journal of Banking and Finance, Review of International Economics e International Economics and Economic Policy.
Giancarlo Gandolfo è stato, inoltre, consultato da numerose riviste internazionali e case editrici per la valutazione di articoli scientifici, nonché da fondazioni di ricerca e università straniere per valutare la produzione scientifica di candidati alla promozione accademica.

## Altri incarichi
Gandolfo ha ricoperto diversi ruoli accademici e istituzionali, tra cui Direttore Generale dell'Istituto di Studi per la Programmazione Economica (ISPE) nel 1979, Direttore dell'Istituto di Economia Politica presso la Sapienza, e membro della Commissione Generale per l'Informatica del Consiglio Nazionale delle Ricerche (CNR) dal 1980 al 1982.

## Riconoscimenti
- Socio corrispondente della Classe di scienze morali, storiche e filologiche dell'Accademia dei Lincei dal 24 luglio 2003, è socio nazionale della stessa classe accademica dal 30 settembre 2015[4], e Research Fellow del CESifo dal 1999.
- Nel 1973 consegue il "Premio Stefano Siglienti" in economia.
- Nel 1987 ha ricevuto il "Premio St Vincent per l’economia" e il "Premio Città della Magna Grecia".
- Nel 2004 è stato nominato professore onorario dall'Università Deakin di Melbourne in Australia.
- Nel 2006 ha ricevuto il dottorato honoris causa in economia conferito dall'Università di Francoforte.
- Nel 2011 ha ricevuto la Medaglia d'Onore con certificato di merito dall'Università di Roma La Sapienza.
- Il 20-21 settembre del 2010 è stata organizzata a Roma una conferenza-Festschrift in onore di Giancarlo Gandolfo, in cui è stata presentata una selezione di contributi, pubblicata in un numero speciale della "Review of International Economics", Vol. 20, Numero 3, agosto 2012, e in un numero speciale della "Studies in Nonlinear Dynamics and Econometrics", Vol. 16, Numero 2, aprile 2012.

## Pubblicazioni
Gandolfo ha pubblicato numerosi articoli e libri nell'ambito dell'economia internazionale e della dinamica economica, diventando un punto di riferimento nel suo campo. È stato autore di conferenze e seminari in tutto il mondo, compreso un ciclo di lezioni pubbliche annuali presso la Università Deakin.
Le sue aree principali di ricerca includono l'economia monetaria internazionale, la dinamica economica e i metodi matematici applicati all'economia. Ha ricevuto numerosi finanziamenti per la ricerca da istituzioni nazionali e internazionali:
- G. Gandolfo, "Metodi matematici e modelli in dinamica economica", Edizioni ricerche, 1968.
- G. Gandolfo, "Aggiustamento della bilancia dei pagamenti ed equilibrio macroeconomico. Un'analisi teorica", Franco Angeli, 1970.
- G. Gandolfo, "Appunti di macroeconomia", Edizioni Ricerche, 1975.
- G. Gandolfo, "Metodi di dinamica economica" (2 ed.), Edizioni Ricerche, 1975.
- G. Gandolfo, "Teoria pura del commercio internazionale", ISEDI, Milano, 1978.
- G. Gandolfo, "Economia internazionale monetaria", ISEDI, Milano, 1978.
- G. Gandolfo, "Economic Dynamics, Methods and Models", Elsevier Science Ltd, 1980, ISBN 978-0-444-85419-4.
- G. Gandolfo, "Qualitative Analysis and Econometric Estimation of Continuous Time Dynamic Models", lsevier Science Ltd, 1981, ISBN 978-0-444-86025-5.
- G. Gandolfo e P.C. Padoan, "A Disequilibrium Model of Real and Financial Accumulation in an Open Economy: Theory, Evidence, and Policy Simulations", Springer Verlag, Berlin, 1984, ISBN 978-3-540-13889-1.
- G. Gandolfo e P.C. Padoan, "The Mark V Version of the Italian Continuos Time Model", in "Quaderni dell'Istituto di Economia", No. 70, Siena, 1987.
- G. Gandolfo, "International Economics", Springer Verlag, Berlin, 1987, ISBN 978-0-387-16707-7.
- G. Gandolfo, "International Economics: Volume 1: the Pure Theory of International Trade", Springer-Verlag Berlin and Heidelberg GmbH & Co. K, 1987, ISBN 978-3-540-17971-9.
- G. Gandolfo, "Economia internazionale", UTET Università, 1989, ISBN 978-8-877-50107-3.
- G. Gandolfo, "International Economics I: The Pure Theory of International Trade", Springer Nature, Berlin, 1994, ISBN 978-3-540-58133-8.
- G. Gandolfo, "Corso di economia internazionale. Economia internazionale monetaria (Vol. 1-2)", UTET Università, 1994, ISBN 978-8-877-50234-6.
- G. Gandolfo, "International Economics II: International Monetary Theory and Open-Economy Macroeconomics", Springer Verlag, Berlin, 1995, ISBN 978-3-540-58687-6.
- G. Gandolfo, "Economic Dynamics: Study Edition", Springer Nature, Berlin, 1996, ISBN 978-3-540-60988-9.
- W.A. Barnett, G. Gandolfo e C. Hillinger (a cura di), "Dynamic Disequilibrium Modeling: Theory and Applications: Proceedings of the Ninth International Symposium in Economic Theory and Econometrics", Cambridge University Press, 1996, ISBN 978-0-521-46275-4.
- G. Gandolfo e F. Marzano, "Economic Theory and Social Justice", Palgrave Macmillan; 1998, ISBN 978-0-333-72340-1.
- G. Gandolfo, "International Finance and Open-Economy Macroeconomics: Study Edition", Springer Verlag, Berlin, 2002, ISBN 978-3-540-43459-7.
- G. Gandolfo, "Elementi di economia internazionale", UTET Università, 2006, ISBN 978-8-860-08032-5.
- G. Gandolfo, "Economic Dynamics", Springer, Berlin, 2009, ISBN 978-3-642-03862-4.
- G. Gandolfo e M. Belloc, "Fondamenti di economia internazionale", Utet Università, 2009, ISBN 978-8-860-08283-1.
- G. Gandolfo, "Elements of International Economics", Springer Nature, Berlin, 2010, ISBN 978-3-642-05935-3.
- G. Gandolfo, "Economic Dynamics: Study Edition", Springer Verlag, Berlin, 2010, ISBN 978-3-642-13503-3.
- G. Gandolfo, "Continuous-Time Econometrics: Theory and applications", Springer, Berlin, 2013, ISBN 978-9-401-04673-2.
- G. Gandolfo e F. Trionfetti, "International Trade Theory and Policy", Springer, Berlin, 2013, ISBN 978-3-642-37313-8.
- G. Gandolfo e D. Federici, "International Finance and Open-economy Macroeconomics", Springer Nature, Berlin, 2016, ISBN 978-3-662-49860-6.